# Todd Reirden
Todd Reirden (né le 25 juin 1971 à Deerfield, dans l'État de l'Illinois aux États-Unis) est un joueur professionnel qui évoluait en position de défenseur. Il est ensuite devenu entraîneur de hockey sur glace.

## Carrière de joueur
Reirden est réclamé au douzième tour du repêchage de la LNH de 1990 par les Devils du New Jersey alors qu'il évolue pour les Seawolves de l'Académie Tabor au niveau des High School américain. Il rejoint la saison suivante les Falcons de Bowling Green avec qui il reste durant quatre saisons.
N'ayant pu s'entendre avec les Devils, c'est à titre d'agent libre que Reirden commence sa carrière professionnelle, il rejoint alors différents clubs de l'ECHL puis de la LIH où il évolue jusqu'en 1998 avant de décrocher un premier contrat avec une équipe de la LNH, soit les Oilers d'Edmonton. Après avoir commencé la saison 1998-1999 avec le club affilié aux Oilers dans la Ligue américaine de hockey, les Bulldogs de Hamilton, Reirden se voit être rappelé par l'équipe albertaine et prend part à ses premiers matchs dans le grand circuit.
Le défenseur ne s'aligne que pour une saison avec Edmonton étant réclamé au ballotage à l'aube de la saison suivante par les Blues de Saint-Louis. Il rejoint immédiatement l'équipe et connait lors de la saison 1999-2000 sa meilleure saison en carrière. Incommodé par une blessure à un pied qui l'oblige à rester à l'écart du jeu pour plusieurs rencontres la saison suivante, Reirden se voit à la fin de celle-ci être laissé sans protection par les Blues ; il rejoint alors l'organisation des Thrashers d'Atlanta avec qui il s'entend pour une saison.
De retour sur le marché des joueurs autonomes à l'été 2002, il s'entend avec les Mighty Ducks d'Anaheim et rejoint alors leur club-école de la LAH, les Mighty Ducks de Cincinnati et ne parvient pas à percer la LNH. Les Ducks l'échangent la saison suivante aux Coyotes de Phoenix avec qui il dispute ses derniers matchs dans la ligue en tant que joueur.
Après une année de plus en LAH, il quitte l'Amérique du Nord pour la saison 2005-2006 vers l'Allemagne rejoignant alors les DEG Metro Stars de la DEL. Il partage la saison suivante entre le Graz 99ers de la EBEL en Autriche et le SønderjyskE Ishockey de l'Al-Bank Ligaen au Danemark avant de se retirer de la compétition.

## Carrière d'entraîneur
Au terme de sa carrière de joueur, Todd Reirden se joint en tant qu'assistant-entraîneur avec son ancienne formation universitaire, les Falcons de Bowling Green puis accepte le même poste l'année suivante, cette fois avec les Penguins de Wilkes-Barre/Scranton de la LAH. À la suite de la promotion de l'entraîneur-chef Dan Bylsma qui rejoint l'équipe mère en LNH, les Penguins de Pittsburgh, Reirden se voit confier le titre d'entraîneur-chef du club affilié.
En une saison et demie sous la gouverne de Reirden, les Penguins conservent une fiche gagnante. Elle ne parvient cependant pas à gagner la Coupe Stanley, s'inclinant au deuxième tour des séries la première année, puis au premier tour la seconde saison. En 2010, Reirden rejoint à son tour Pittsburgh et redevient entraîneur-adjoint de Bylsma.
En 2018, il est nommé entraîneur chef des Capitals de Washington. Il reste en poste deux saisons avant d'être remercié le 23 août 2020.

## Statistiques

### Joueur
| Saison     | Équipe                        | Ligue          |     | Saison régulière | Saison régulière | Saison régulière | Saison régulière | Saison régulière |   | Séries éliminatoires | Séries éliminatoires | Séries éliminatoires | Séries éliminatoires | Séries éliminatoires |
| Saison     | Équipe                        | Ligue          | PJ  | B                | A                | Pts              | Pun              | PJ               | B | A                    | Pts                  | Pun                  |                      |                      |
| 1987-1988  | Académie Deerfield            | HS             | 22  | 19               | 32               | 51               |                  |                  |   |                      |                      |                      |                      |                      |
| 1988-1989  | Seawolves de l'Académie Tabor | HS             | 22  | 6                | 16               | 22               |                  |                  |   |                      |                      |                      |                      |                      |
| 1989-1990  | Seawolves de l'Académie Tabor | HS             | 22  | 10               | 28               | 38               |                  |                  |   |                      |                      |                      |                      |                      |
| 1990-1991  | Falcons de Bowling Green      | CCHA           | 28  | 1                | 5                | 6                | 22               |                  |   |                      |                      |                      |                      |                      |
| 1991-1992  | Falcons de Bowling Green      | CCHA           | 33  | 8                | 7                | 15               | 34               |                  |   |                      |                      |                      |                      |                      |
| 1992-1993  | Falcons de Bowling Green      | CCHA           | 41  | 8                | 17               | 25               | 48               |                  |   |                      |                      |                      |                      |                      |
| 1993-1994  | Falcons de Bowling Green      | CCHA           | 38  | 7                | 23               | 30               | 56               |                  |   |                      |                      |                      |                      |                      |
| 1994-1995  | River Rats d'Albany           | LAH            | 2   | 0                | 1                | 1                | 2                |                  |   |                      |                      |                      |                      |                      |
| 1994-1995  | IceCaps de Raleigh            | ECHL           | 26  | 2                | 13               | 15               | 33               |                  |   |                      |                      |                      |                      |                      |
| 1994-1995  | Tiger Sharks de Tallahassee   | ECHL           | 43  | 5                | 25               | 30               | 61               | 13               | 2 | 5                    | 7                    | 40                   |                      |                      |
| 1995-1996  | Tiger Sharks de Tallahassee   | ECHL           | 7   | 1                | 3                | 4                | 10               |                  |   |                      |                      |                      |                      |                      |
| 1995-1996  | Lizard Kings de Jacksonville  | ECHL           | 15  | 1                | 10               | 11               | 41               | 1                | 0 | 2                    | 2                    | 4                    |                      |                      |
| 1995-1996  | Wolves de Chicago             | LIH            | 31  | 0                | 2                | 2                | 39               | 9                | 0 | 2                    | 2                    | 16                   |                      |                      |
| 1996-1997  | Wolves de Chicago             | LIH            | 57  | 3                | 10               | 13               | 108              |                  |   |                      |                      |                      |                      |                      |
| 1996-1997  | Dragons de San Antonio        | LIH            | 23  | 2                | 5                | 7                | 51               | 9                | 0 | 1                    | 1                    | 17                   |                      |                      |
| 1997-1998  | Dragons de San Antonio        | LIH            | 70  | 5                | 14               | 19               | 132              |                  |   |                      |                      |                      |                      |                      |
| 1997-1998  | Komets de Fort Wayne          | LIH            | 11  | 2                | 2                | 4                | 16               | 4                | 0 | 2                    | 2                    | 4                    |                      |                      |
| 1998-1999  | Oilers d'Edmonton             | LNH            | 17  | 2                | 3                | 5                | 20               |                  |   |                      |                      |                      |                      |                      |
| 1998-1999  | Bulldogs de Hamilton          | LAH            | 58  | 9                | 25               | 34               | 84               | 11               | 0 | 5                    | 5                    | 6                    |                      |                      |
| 1999-2000  | Blues de Saint-Louis          | LNH            | 56  | 4                | 21               | 25               | 32               | 4                | 0 | 1                    | 1                    | 0                    |                      |                      |
| 2000-2001  | Blues de Saint-Louis          | LNH            | 38  | 2                | 4                | 6                | 43               | 1                | 0 | 0                    | 0                    | 0                    |                      |                      |
| 2000-2001  | IceCats de Worcester          | LAH            | 7   | 2                | 6                | 8                | 20               |                  |   |                      |                      |                      |                      |                      |
| 2001-2002  | Thrashers d'Atlanta           | LNH            | 65  | 3                | 5                | 8                | 82               |                  |   |                      |                      |                      |                      |                      |
| 2002-2003  | Mighty Ducks de Cincinnati    | LAH            | 58  | 7                | 13               | 20               | 97               |                  |   |                      |                      |                      |                      |                      |
| 2003-2004  | Coyotes de Phoenix            | LNH            | 7   | 0                | 2                | 2                | 4                |                  |   |                      |                      |                      |                      |                      |
| 2003-2004  | Mighty Ducks de Cincinnati    | LAH            | 39  | 3                | 8                | 11               | 42               |                  |   |                      |                      |                      |                      |                      |
| 2003-2004  | Falcons de Springfield        | LAH            | 34  | 6                | 7                | 13               | 42               |                  |   |                      |                      |                      |                      |                      |
| 2004-2005  | Aeros de Houston              | LAH            | 52  | 3                | 5                | 8                | 56               | 5                | 0 | 0                    | 0                    | 6                    |                      |                      |
| 2005-2006  | DEG Metro Stars               | DEL            | 37  | 4                | 13               | 17               | 72               | 14               | 0 | 4                    | 4                    | 10                   |                      |                      |
| 2006-2007  | Graz 99ers                    | EBEL           | 15  | 2                | 6                | 8                | 24               |                  |   |                      |                      |                      |                      |                      |
| 2006-2007  | SønderjyskE Ishockey          | Al-Bank Ligaen | 22  | 5                | 10               | 15               | 36               | 13               | 3 | 5                    | 8                    | 16                   |                      |                      |
| Totaux LNH | Totaux LNH                    | Totaux LNH     | 183 | 11               | 35               | 46               | 181              | 5                | 0 | 1                    | 1                    | 0                    |                      |                      |

### Entraîneur
| Saison    | Équipe                            | Ligue |    | PJ | V  | D | N | Pr                  |  | Séries éliminatoires |
| 2008-2009 | Penguins de Wilkes-Barre/Scranton | LAH   | 26 | 14 | 9  | 2 | 1 | Défaite au 2e tour  |  |                      |
| 2009-2010 | Penguins de Wilkes-Barre/Scranton | LAH   | 80 | 41 | 34 | 0 | 5 | Défaite au 1er tour |  |                      |
| 2018-2019 | Capitals de Washington            | LNH   | 82 | 48 | 26 | 0 | 8 | Défaite au 1er tour |  |                      |
| 2019-2020 | Capitals de Washington            | LNH   | 69 | 41 | 20 | 8 | 0 | Défaite au 1er tour |  |                      |

## Transactions en carrière
- Repêchage de la LNH 1990 : réclamé par les Devils du New Jersey (12e choix de l'équipe, 242e choix au total).
- 17 septembre 1998 : signe à titre d'agent libre avec les Oilers d'Edmonton.
- 30 septembre 1999 : réclamé au ballottage par les Blues de Saint-Louis.
- 16 juillet 2001 : signe à titre d'agent libre avec les Thrashers d'Atlanta.
- 17 juillet 2002 : signe à titre d'agent libre avec les Mighty Ducks d'Anaheim.
- 17 janvier 2004 : échangé par les Mighty Ducks aux Coyotes de Phoenix en retour de compensation future.
- 22 septembre 2004 : signe à titre d'agent libre avec les Aeros de Houston.